# قصه بابا
قصهٔ بابا نام سرودی است که در سال‌های آخر جنگ ایران و عراق توسط گروه سرود آباده خوانده شد و مورد توجه زیادی قرار گرفت. این سرود برای بار اول در یک رژه نظامی در حضور علی خامنه‌ای رئیس‌جمهور وقت ایران در شیراز خوانده شد. پخش این سرود در صدا و سیما باعث شهرت این سرود و خود گروه سرود آباده شد به‌طوری که این آهنگ عنوان بهترین آهنگ آن سال را گرفت و در مراسمی، علی خامنه‌ای رئیس‌جمهور وقت از اعضای گروه تجلیل کرد.
سرود مادر برام قصه بگو، روایتی زیبا و نوستالوژیک از درددل یک فرزند شهید با مادرش و یادآور سال‌های تلخ و شیرین جنگ هشت سالهٔ ایران و عراق است که به یکی از خاطره‌انگیزترین سرودهای دوران دفاع مقدس تبدیل شد. این شعر با لهجهٔ محلی آباده توسط فرزندان کشته‌شدگان جنگ ایران و عراق خوانده شده است.
کتاب مادر برام قصه بگو؛ خاطرات شفاهی گروه سرود آباده نیز به چاپ رسیده است.

## متن شعر
مادر برام قصه بگو دل تنگ تنگه

قصه بابا رو بگو دل تنگه تنگه

مادر مادر مادر مادر مادر

برام حرف بزن از ایمونش بگو

مادر برام حرف بزن از پیمونش بگو

مادر تو دونی و خدا از خوبی هاش بگو

مادر مادر مادر مادر مادر

وقتی به نزدیک بابا رسیدم

دیدم ملائک به دورش بی شماره

نگاش کردم دلم لرزید

صداش کردم به روم خندید

بغل واکرد منو بوسید

لباش خندون چشاش گریون

در جنگ با دشمن ننگه که سازش کرد

مادر مادر مادر مادر مادر

خونم مگه رنگین تر خون حسینه

جونم مگه شیرین تر جون حسینه

بگو به مادر هرگز نخور غم

حسین و بابا هستند با هم

مادر نخور غم نگیر ماتم

حسین و بابا هستند با هم